# Pals (kommun)
Pals är en kommun i Spanien.   Den ligger i provinsen Província de Girona och regionen Katalonien, i den östra delen av landet, 600 km öster om huvudstaden Madrid. Antalet invånare är 2 793. Arean är 25,8 kvadratkilometer. Pals gränsar till Torroella de Montgrí, Begur, Regencós, Torrent, Palau-sator och Fontanilles. 
Terrängen i Pals är huvudsakligen platt, men åt sydost är den kuperad.